# Вале Марина (Латина)
Вале Марина је насеље у Италији у округу Латина, региону Лацио.
Према процени из 2011. у насељу је живело 40 становника. Насеље се налази на надморској висини од 5 м.